# Nemeritis canaliculata
Nemeritis canaliculata är en stekelart som beskrevs av Horstmann 1975. Nemeritis canaliculata ingår i släktet Nemeritis och familjen brokparasitsteklar. Inga underarter finns listade i Catalogue of Life.